# Félix Régnault
Pour les articles homonymes, voir Regnault.
Ne doit pas être confondu avec Félix Regnault (1863-1938), médecin et anthropologue.
Félix Régnault est un éditeur, libraire, naturaliste et spéléologue toulousain, né à Toulouse le 29 octobre 1847 où il est mort le 29 mars 1908. Ses découvertes concernant la Préhistoire l’ont rendu célèbre. Toutefois son absence de formation scientifique ne lui a pas permis de traiter en profondeur les multiples sujets auxquels il s’est intéressé.

## Biographie[2]
Archéologue passionné, il parcourt les grottes pyrénéennes : Enlène, le Mas-d’Azil, Lombrives, Massat, Aubert. Il publie ses découvertes dans les bulletins de la Société d’Histoire Naturelle de Toulouse et de la Société d'anthropologie de Paris. Membre fondateur de la Société Géographique de Toulouse, il est initié par Eugène Trutat à la photographie. Il apporte des perfectionnements à cette technique nouvelle, notamment concernant l’éclairage artificiel en photographie spéléologique.
En 1878, il établit un plan et deux coupes de la grotte de Gargas (Hautes-Pyrénées).
En 1881, il publie la synthèse de ses travaux sur une des grottes du Ker de Massat (Ariège). Il est le premier à mettre en avant la ressemblance typologique des outils préhistoriques comme élément de définition d’une culture archéologique. Il est également le premier à comparer ces outils à d’autres objets ethnographique pour en découvrir la fonction.
En 1883, il publie ses travaux sur la faune de la grotte de Gargas.
De 1884 à 1887, il fouille la grotte de Gargas où il découvre les « oubliettes », cheminées naturelles remplies d’ossements du début du Quaternaire. Sur les conseils de Louis Lartet, il entame une collaboration avec Albert Gaudry du Muséum national d'histoire naturelle à Paris. Il enrichit le Muséum national de trois squelettes complets d’ours des cavernes, d'hyène des cavernes et de loup.
En 1895 à Gargas, il fait construire un tunnel pour continuer ses fouilles. Dans la grotte supérieure, il découvre des sépultures humaines et de nouveaux foyers paléolithiques.
En 1897, il découvre les figures animalières de la grotte de Marsoulas dans la Haute-Garonne.
En 1906, il découvre les mains négatives de Gargas où il revient de façon récurrente depuis 30 ans.

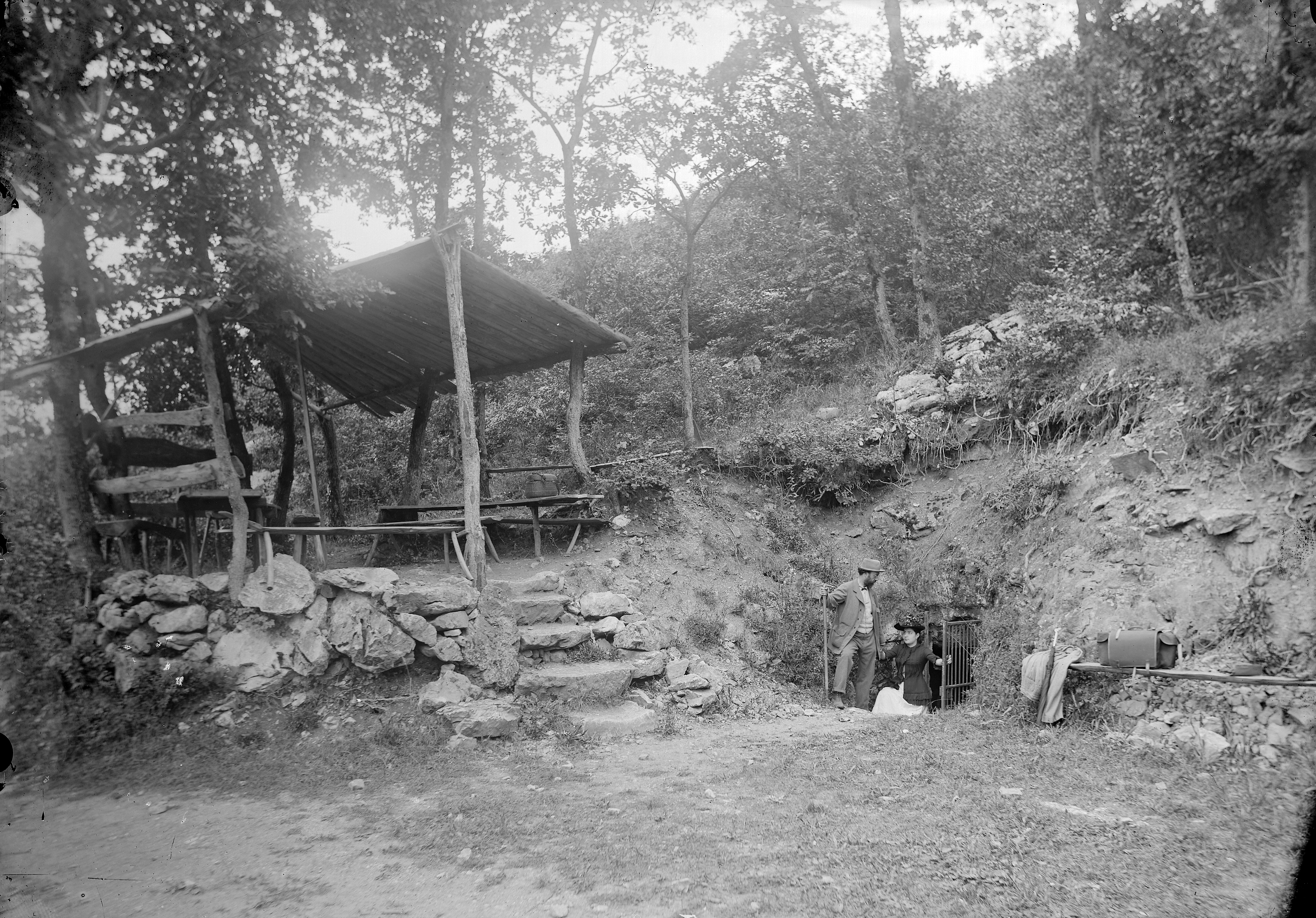
Félix Régnault sortant de la grotte de Gargas.
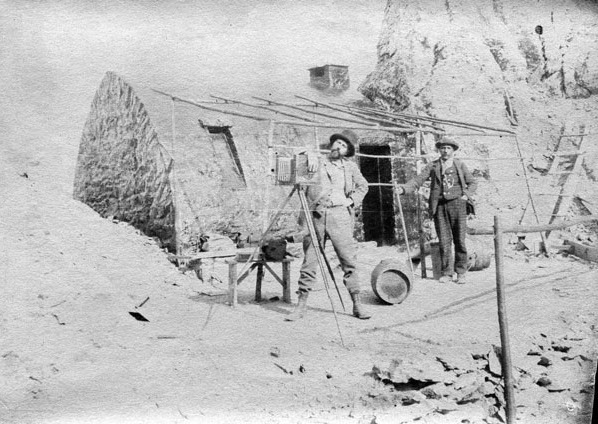
F. Régnault avec son appareil de photo 1892 - E. Trutat
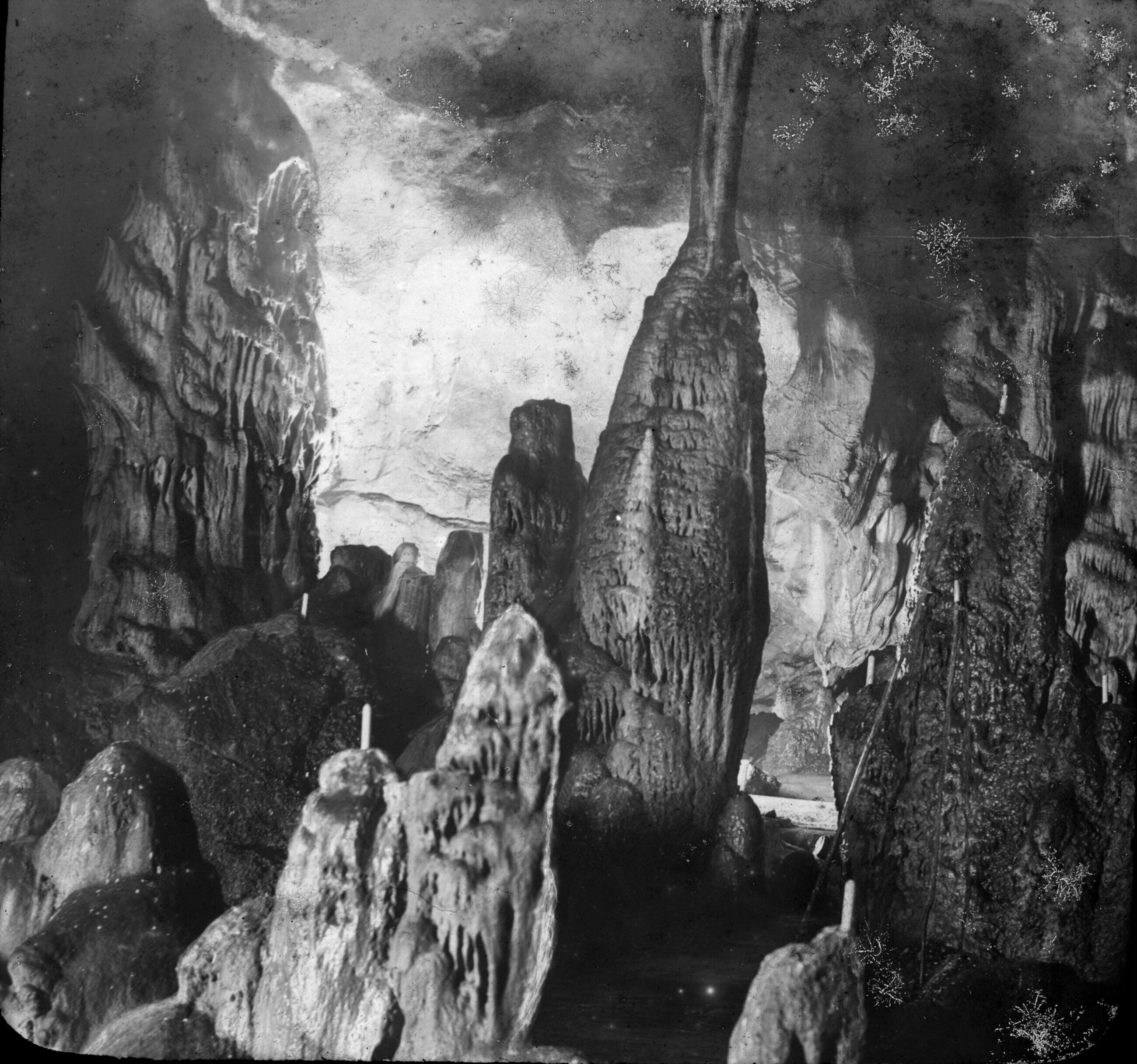
Vue de la grotte de Gargas, photo F. Régnault
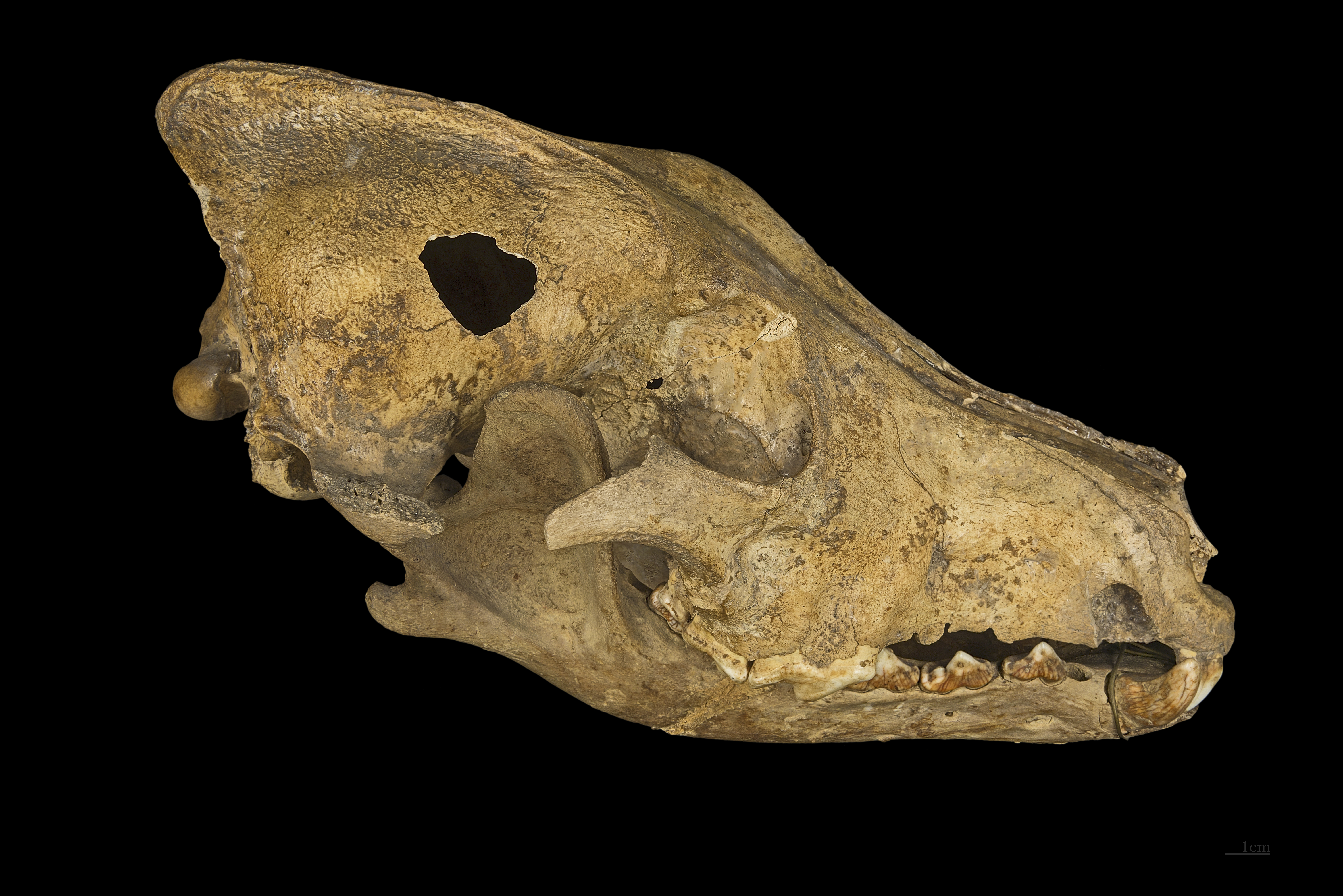
Crâne de loup des « oubliettes » de Gargas, MHNT
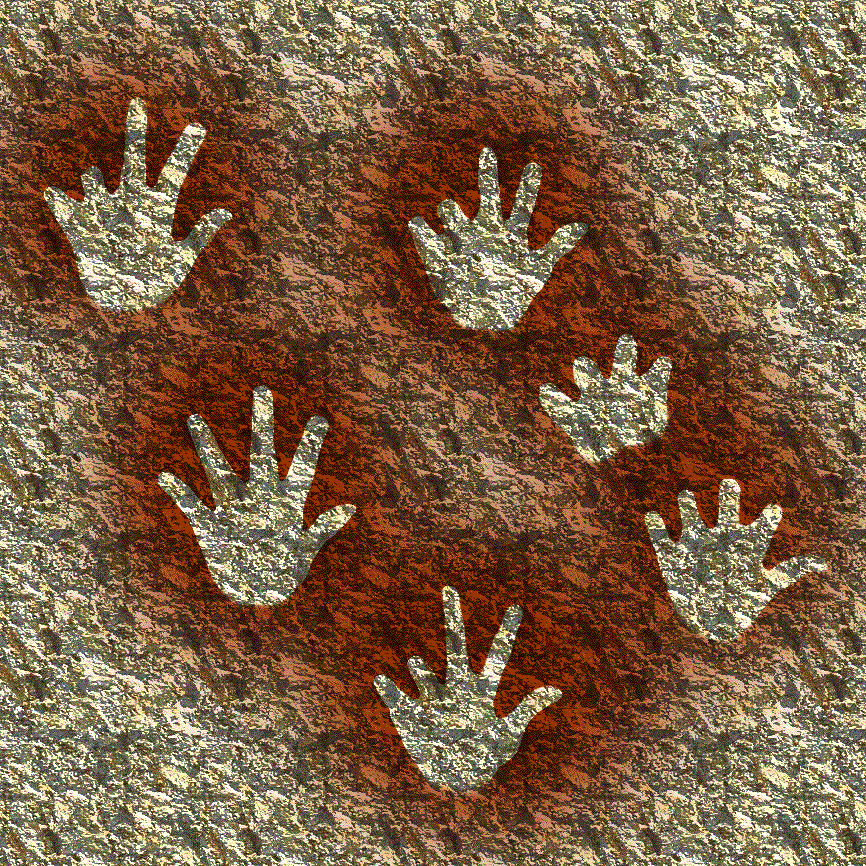
Mains négatives, grotte de Gargas
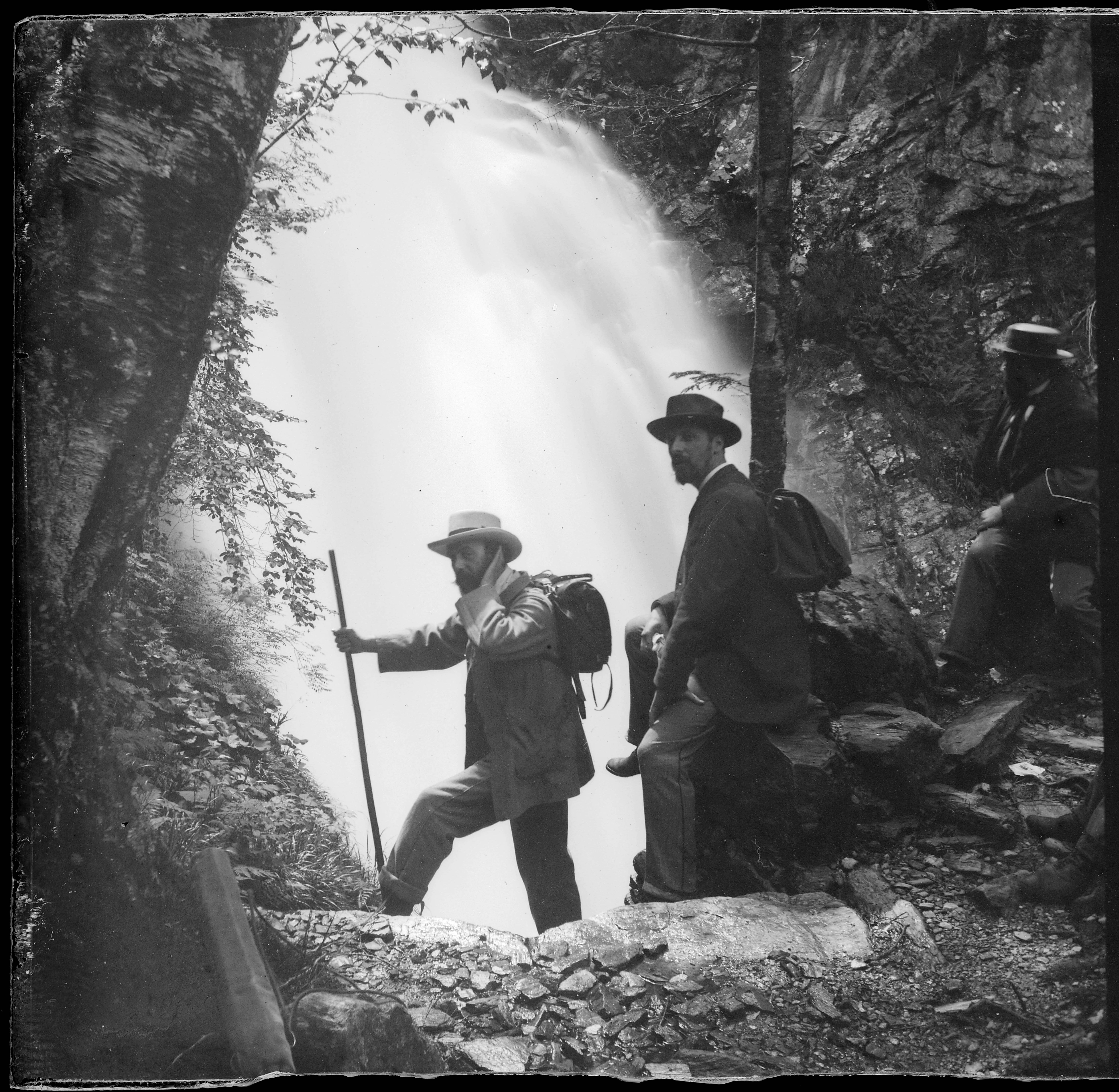
Luchon - Chute d'enfer. F. Régnault et Georges Ancely. Photo Eugène Trutat, MHNT

## Collection Félix Régnault

Collection F. Régnault au musée d'histoire naturelle de Toulouse
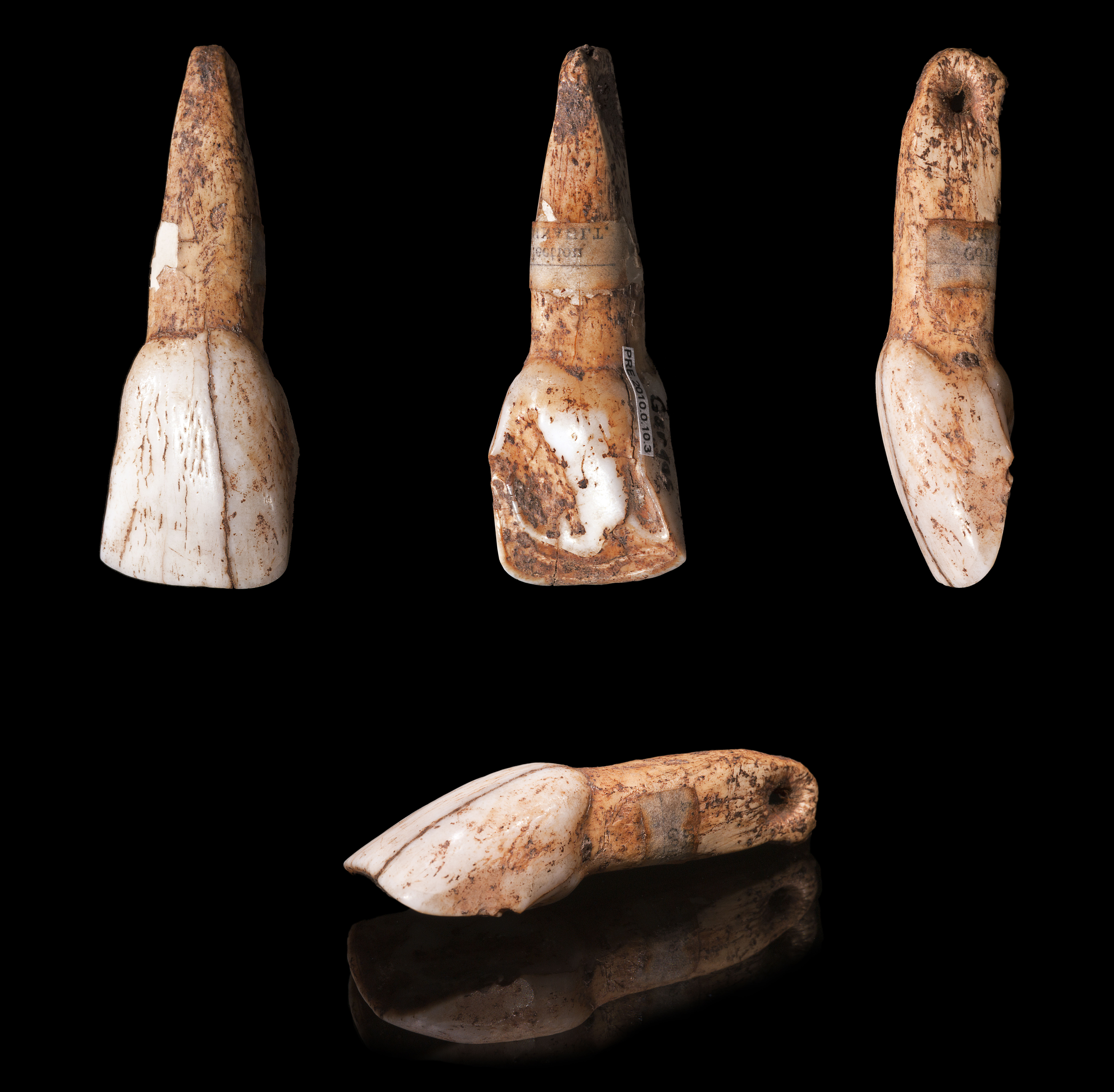
Incisive de bovidé perforée, grottes de Gargas – Gravettien
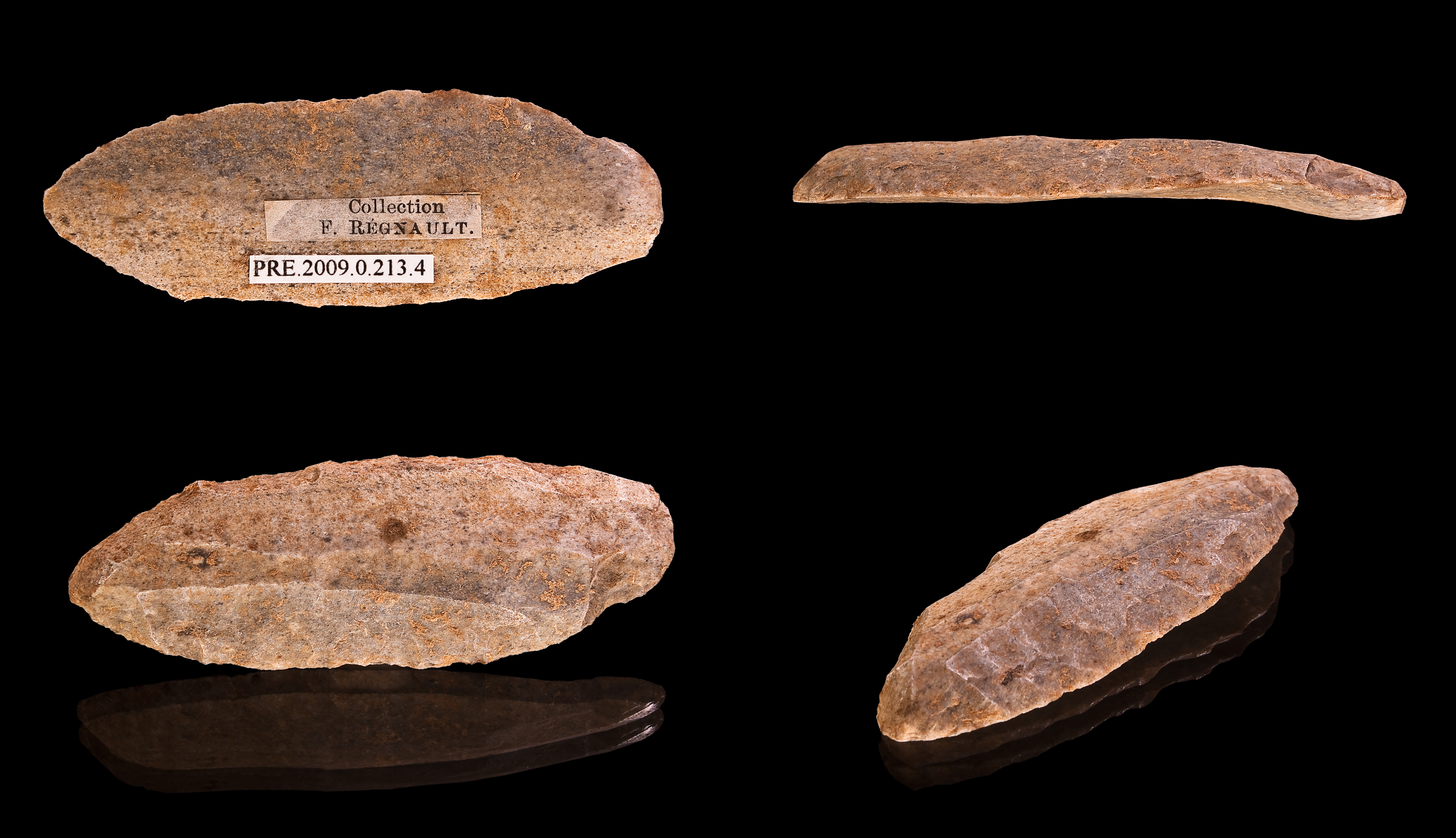
Lame de Brassempouy - Gravettien
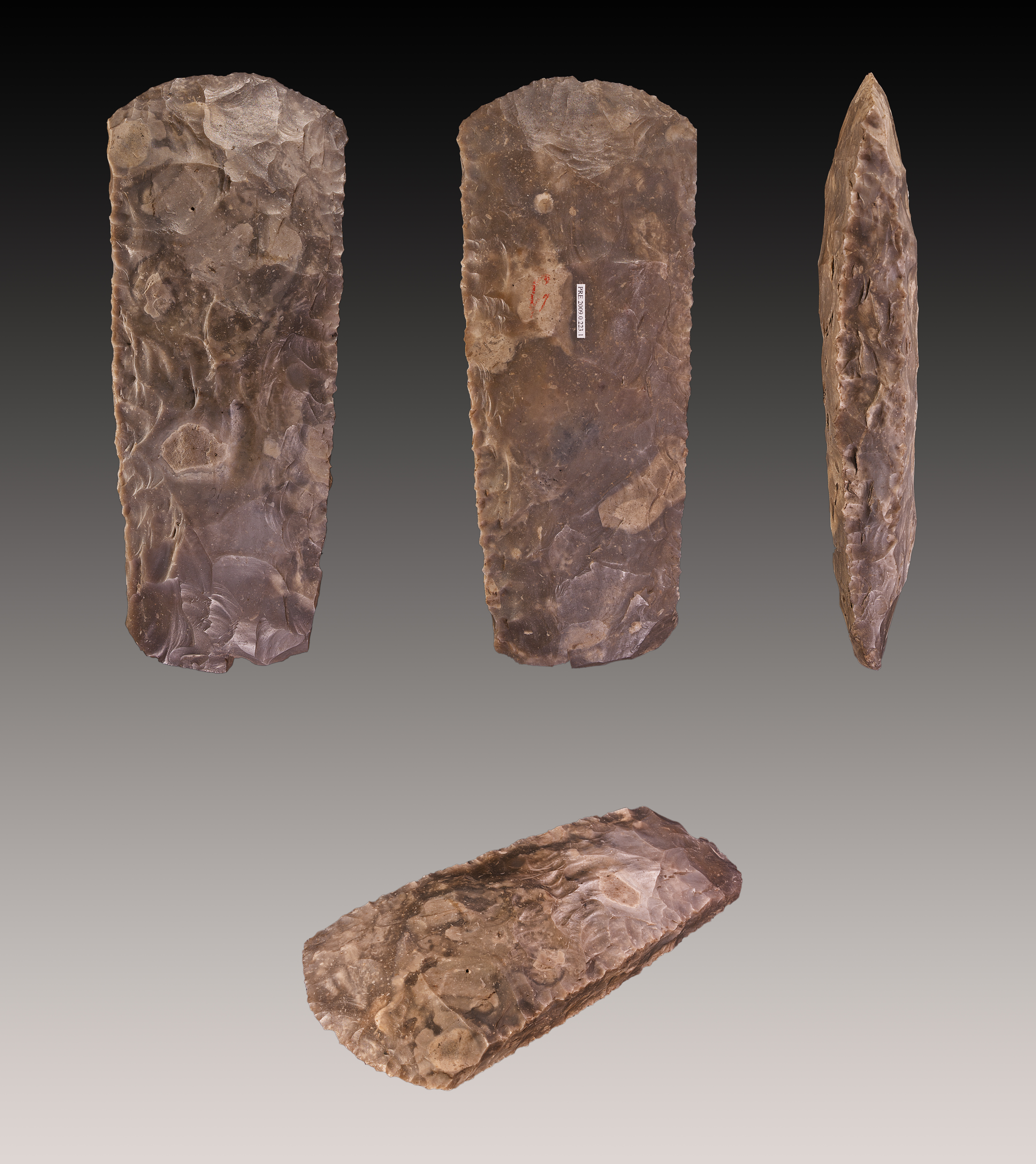
Préforme de hache néolithique, Danemark
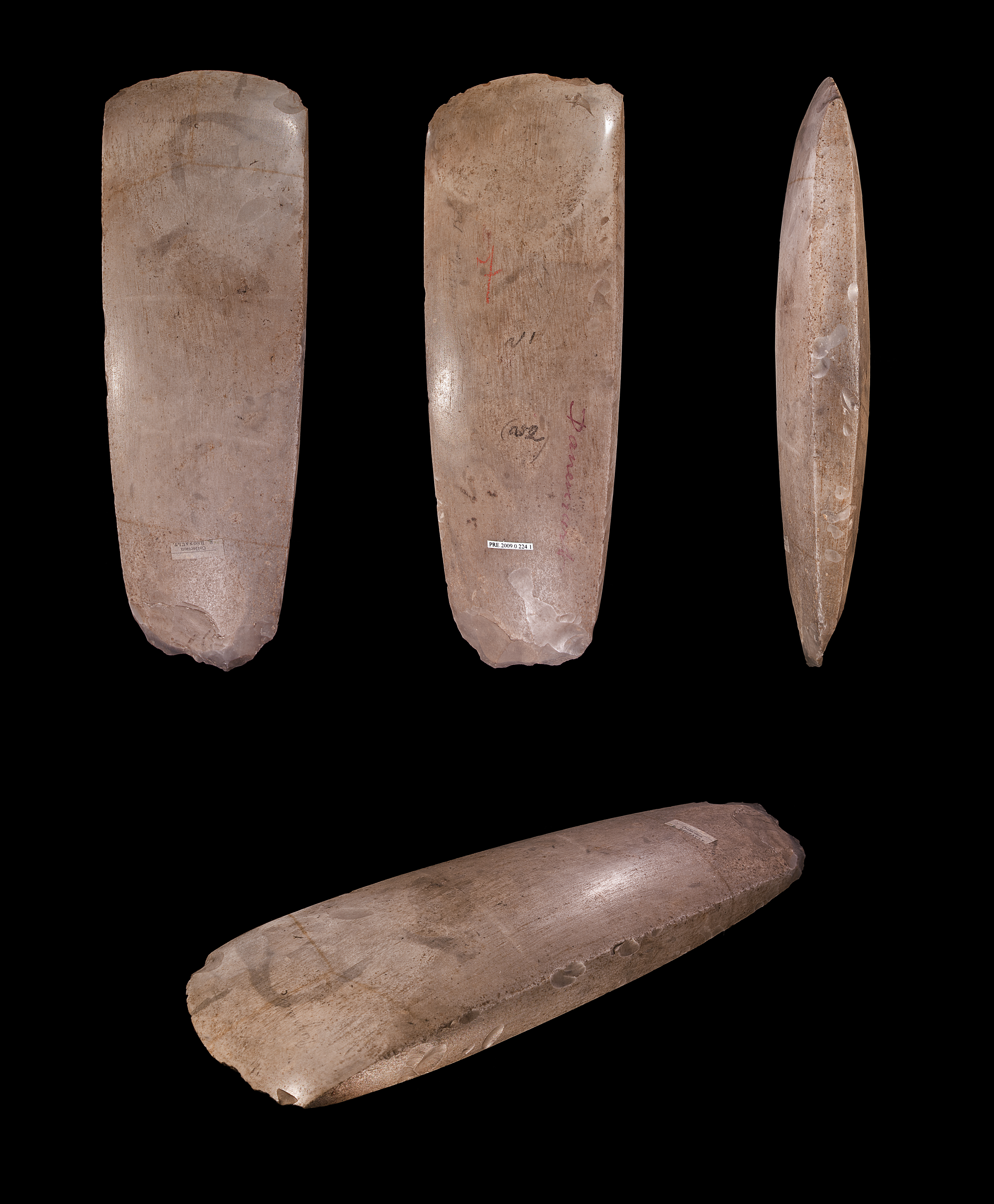
Hache polie néolithique, Danemark
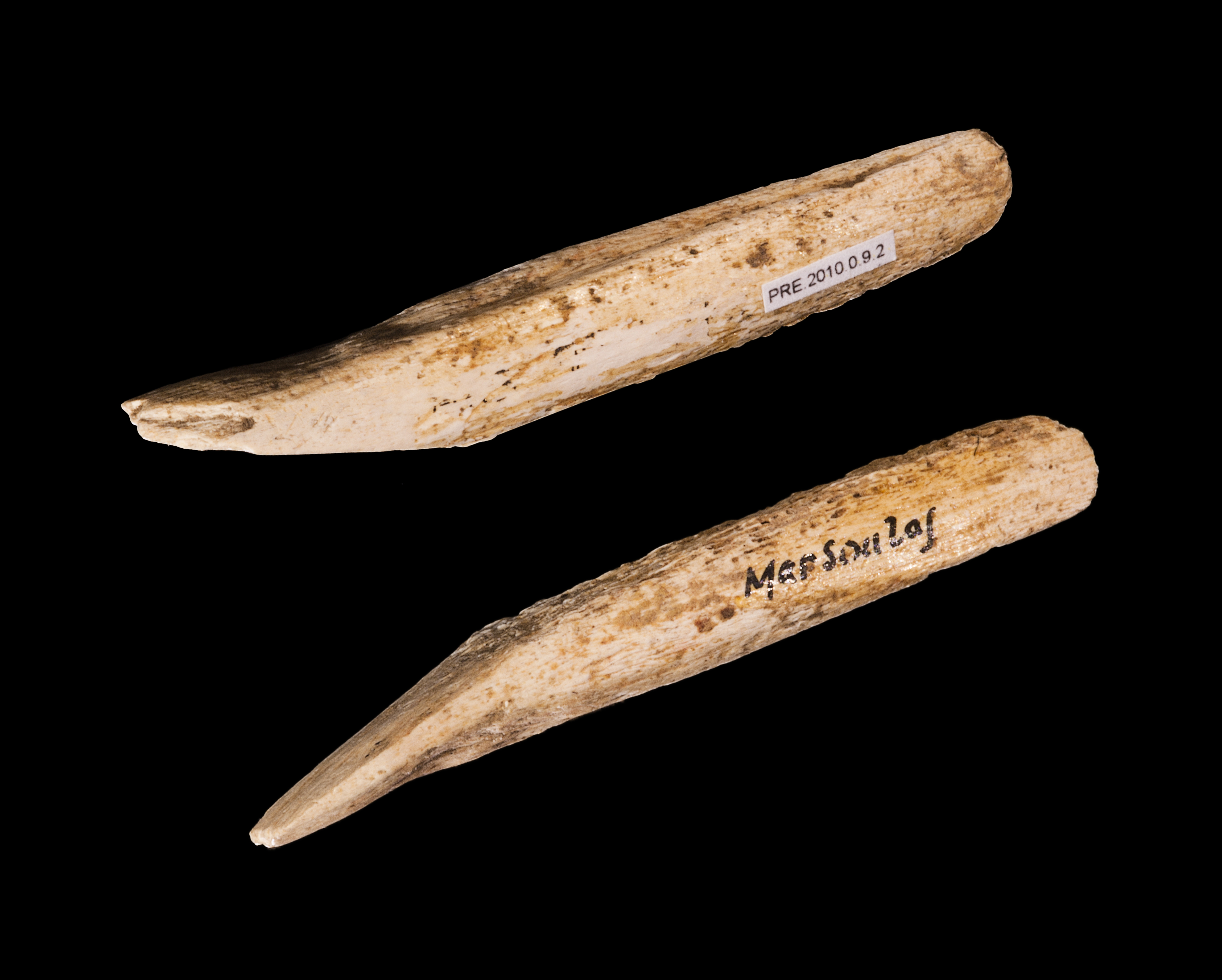
Pointe de sagaie magdalénienne - grotte de Marsoulas
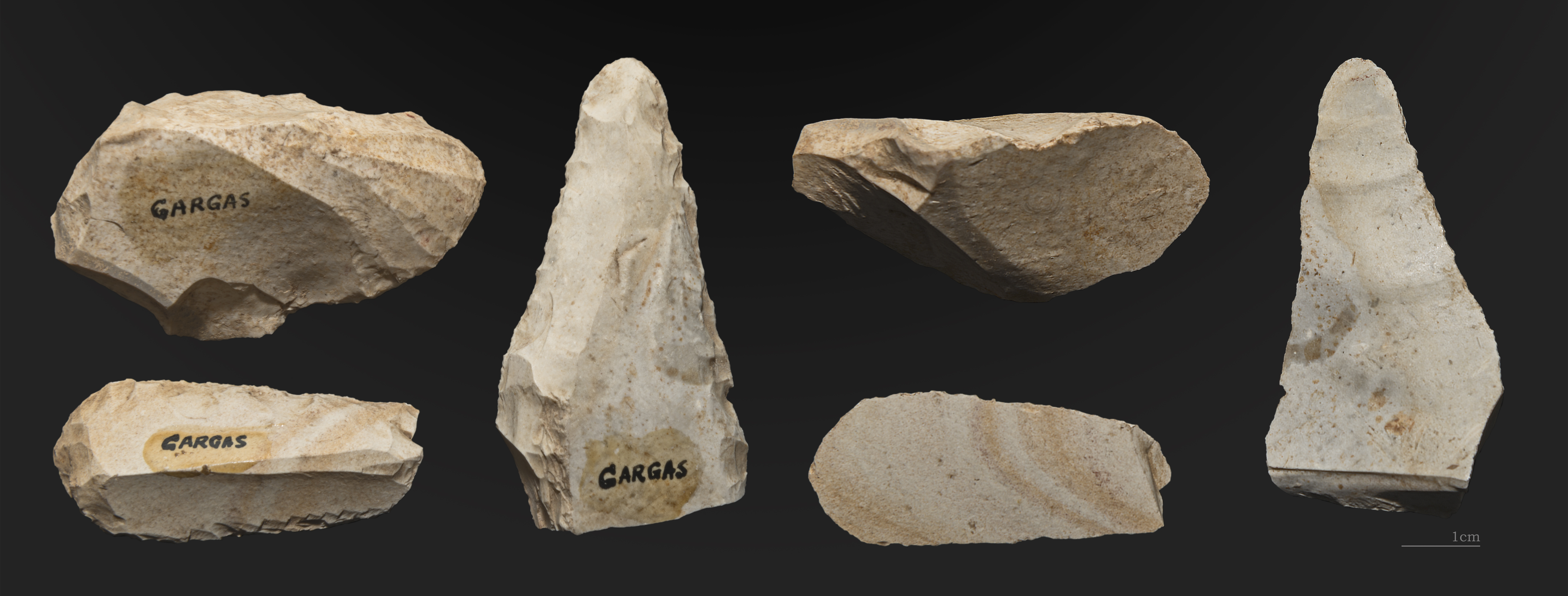
Industrie lithiquen, grottes de Gargas – Gravettien
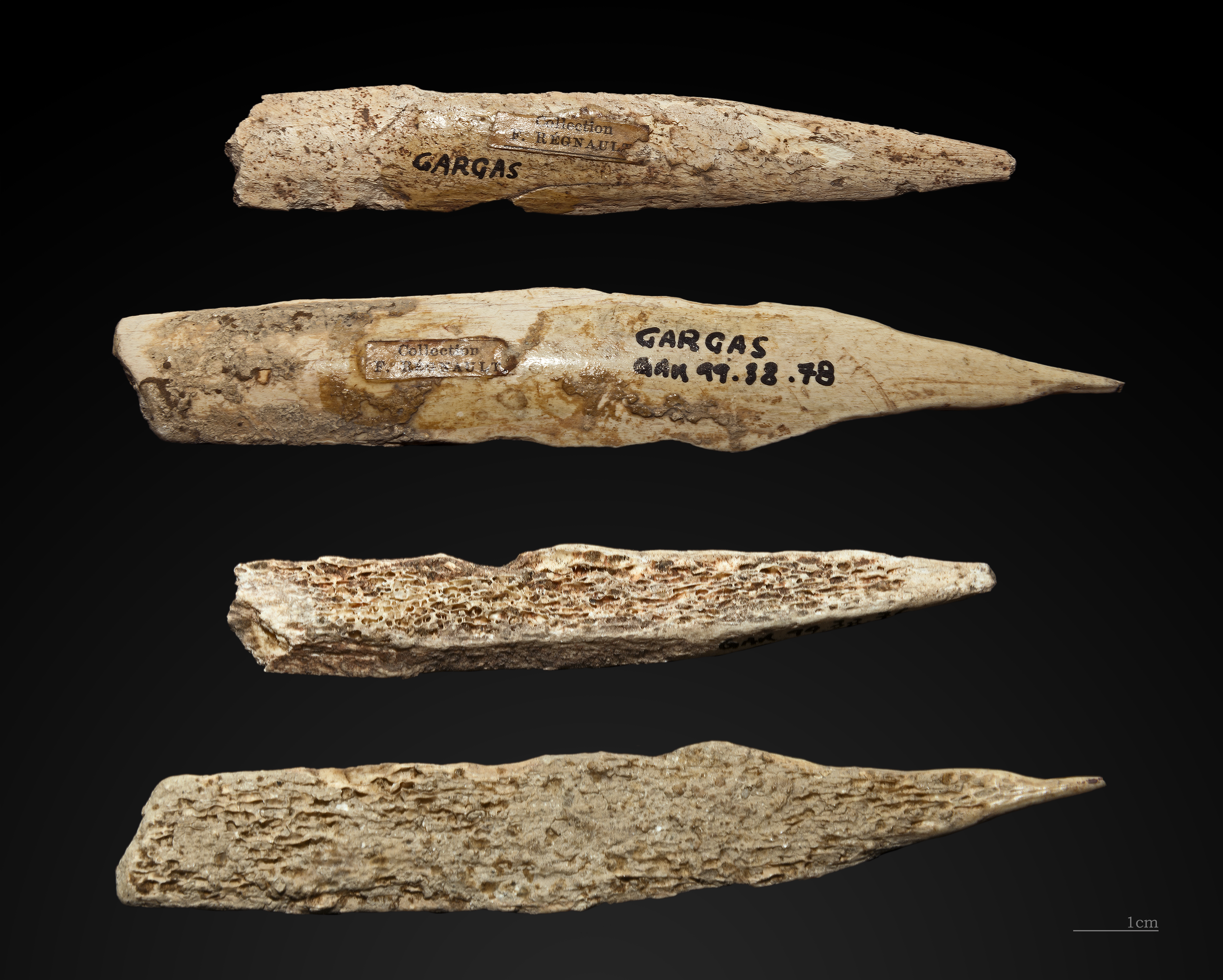
Poinçon sur os abrasé, grottes de Gargas – Gravettien
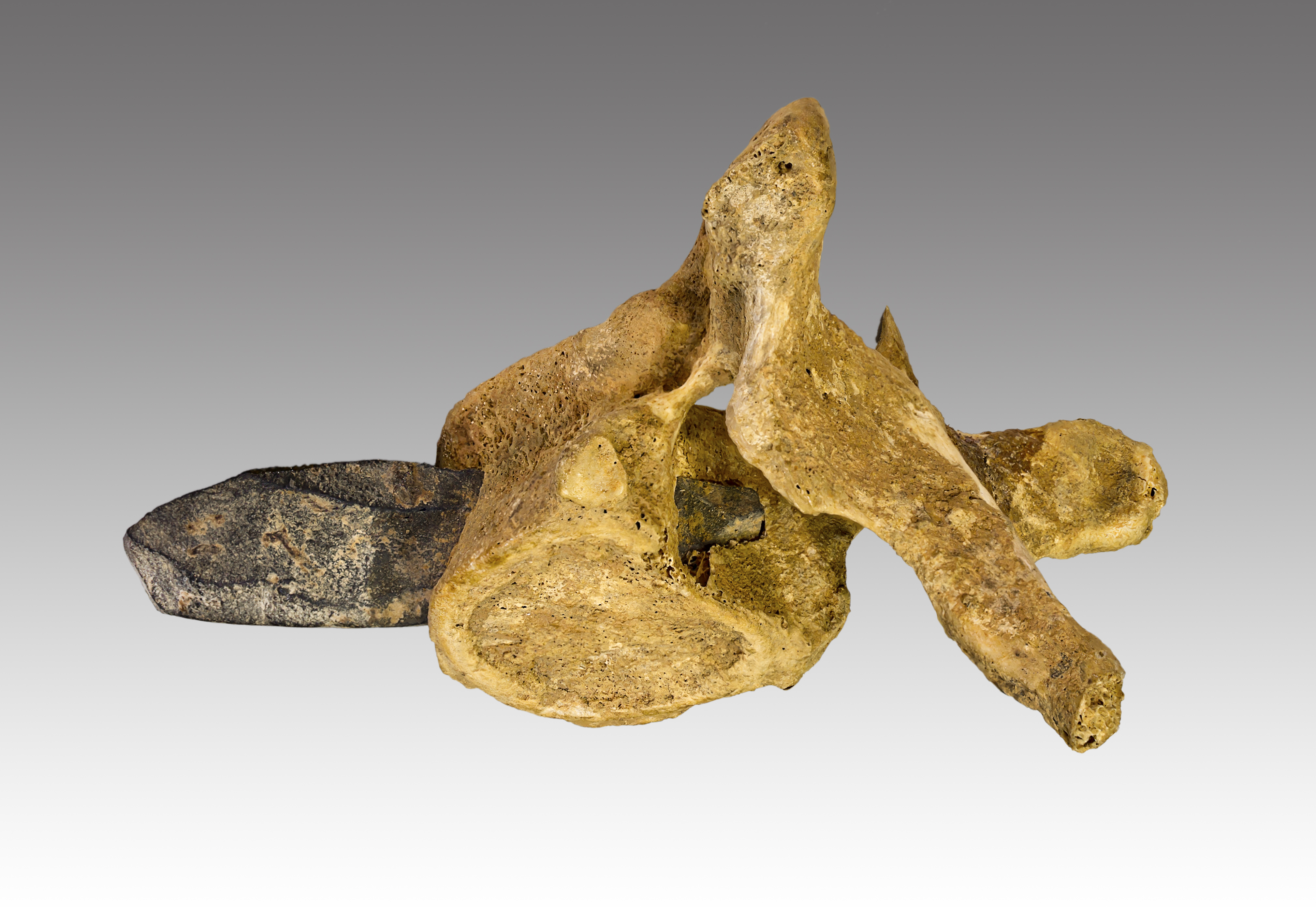
Vertèbre humaine avec pointe en silex - abri de Montfort, Saint-Lizier, Ariège

## Honneurs
- La ville de Villeneuve-Tolosane l'a honoré du nom d'une rue.